# Ben Kay
Benedict James Kay, detto Ben (Liverpool, 14 dicembre 1975), è un ex rugbista a 15 britannico della nazionale inglese; ha partecipato a due Coppe del Mondo, vincendo l'edizione del 2003. Nel ruolo di seconda linea ha militato dal 1999 al 2010 nel club inglese dei Leicester Tigers.

## Biografia
Figlio di Sir John William Kay, già giudice della Corte suprema del Regno Unito (in ragione di cui al giocatore fu dato il soprannome di M'lud, contrazione di Milord), Ben Kay iniziò a giocare a rugby nel settore giovanile del Waterloo RFC, club del quale riuscì anche a raggiungere la prima squadra. Fino a 21 anni rappresentò l'Inghilterra nelle varie selezioni di categoria, dall'Under-18 fino all'Under-21, e nel 1996 fece parte della rappresentativa studentesca che disputò il campionato del mondo in Sudafrica. Si laureò in scienze dello Sport alla Loghborough University.
Nel 1999 firmò il suo primo contratto da professionista per i Leicester Tigers, squadra nella quale ha militato per tutta la carriera; due anni più tardi esordì in Nazionale maggiore.
Oltre ai successi domestici, con la sua squadra di club si laureò campione europeo due anni consecutivamente, vincendo le edizioni 2000-01 e 2001-02 della Heineken Cup.
Nel 2003 Ben Kay fu incluso da Clive Woodward nella lista dei partecipanti inglesi alla Coppa del Mondo in Australia, che il giocatore vinse dopo avere disputato sei incontri su sette in tutto il torneo, per un totale di 480 minuti più i 20 supplementari della finale contro l'Australia.
Apparso anche nella successiva Coppa del Mondo 2007 in Francia, giunse alla finale per la seconda volta consecutiva, benché in tale occasione fu l'Inghilterra a essere sconfitta, per 6-15 dal Sudafrica.
Nel 2008 Ben Kay fu selezionato dal C.T. Brian Ashton nella rosa inglese per il Sei Nazioni, e disputò il suo ultimo test match un anno più tardi, nel giugno 2009, contro l'Argentina.
A giugno 2010 ha annunciato il suo ritiro definitivo dal rugby per dedicarsi alla carriera di commentatore televisivo.
Vanta una presenza nei British Lions, del cui tour del 2005 ha fatto parte, e una convocazione (nel 1999) nei Barbarians.

## Palmarès
- Coppe del mondo: 1
Inghilterra: 2003.
- Premiership: 6
Leicester: 1999-2000; 2000-01; 2001-02; 2006-07; 2008-09; 2009-10
- Coppe Anglo-Gallesi: 3
Leicester: 1992-93, 1996-97; 2006-07
- Heineken Cup: 2
Leicester: 2000-01; 2001-02